# Infinite Search
Infinite Search ist ein Jazz-Album von Miroslav Vitouš, das in den New Yorker A & R Studios  am 8. Oktober 1969 aufgenommen und 1970 auf Herbie Manns Label Embryo Records veröffentlicht wurde. Die Aufnahmen wurden unter den Titeln Mountain in the Clouds und The Bass wiederveröffentlicht.

## Das Album
Infinite Search war das Debütalbum des tschechischen Bassisten, der zuvor mit  Donald Byrd (The Creeper) und mit Chick Corea und Roy Haynes (Now He Sings, Now He Sobs 1968) gearbeitet hatte und zu dieser Zeit bei Herbie Mann (Stone Flute und Muscle Shoals Nitty Gritty) beschäftigt war. Mann hatte zu dieser Zeit Embryo Records als Sublabel von Atlantic Records gegründet und produzierte dort unter anderem Alben von ehemaligen und aktuellen Sidemen wie Attila Zoller, Ron Carter und eben auch Vitouš.
Zu den Musikern auf Infinite Search gehörten einige Protagonisten der Fusion-Bewegung um Miles Davis, wie der Gitarrist John McLaughlin, der Pianist Herbie Hancock, der Schlagzeuger Jack DeJohnette; hinzu kam der Saxophonist Joe Henderson, der um diese Zeit mit Hancock und DeJohnette (Power to the People) sowie dem Thad Jones/Mel Lewis Orchestra arbeitete. Während dieser Sessions brach Vitous mit der traditionellen Rolle des Kontrabasses als Begleitinstrument und „benutzte ihn als Vehikel die Kompositionen vorwärts zu treiben“. Außerdem „ermutigte er die Mitspieler musikalische Konventionen zu verlassen und sich auf unausgeschriebenes, improvisatorisches Terrain zu begeben“.
Im episch angelegten I Will Tell Him On You fungiert Vitous nicht in der traditionellen Rolle des Bassisten als Begleiter; als quasi zweiter Schlagzeuger spielte mit synkopierten Pattern. DeJohnette setzt polyrhythmische Drum-Fills. Die Coverversion von Eddie Harris’ Freedom Jazz Dance ist frei angelegte Gruppenimprovisation. Mountain in the Clouds ist ein Feature für Vitous, in dem er perkussiv Bass spielt, nur begleitet von Jack DeJohnette. Miroslav Vitous sagte dazu später:
„I didn’t play the bass in a traditional way. I wasn’t playing with the drums’ time going “boom, boom, boom” all the time, with the piano playing harmony and the horn or guitar soloing on top of it. I would come up with motifs and come in with a second voice and tune down the bass. Nobody was used to playing in any other way before that. You have to remember that when jazz started, most of the bass players could not play their instruments well. Most of them were ex-trombone players, so jazz was created with a condition in mind that the bass player is not a good instrumentalist.“
Wenn in When Face Gets Pale Hancock das Piano-Solo beginnt, übernimmt er zwar „die Führung, aber Gitarre und Bass begleiten ihn nicht nur; sue beginnen einen Dialog, der wohl so nur möglich ist, seit sich die Instrumente durch die Elektronik im Klangcharakter einander angenähert haben“ und Musiker ohne Verständigungsproblem auf gleicher Augenhöhe miteinander agieren.
When Face Gets Pale nahm Vitous erneut mit Kenny Kirkland, Jon Christensen und John Surman auf dem Album Miroslav Vitous Group  (ECM, 1980) auf; Mountain in the Clouds auf seinem ECM-Album To Be Continued (1981, mit DeJohnette und Terje Rypdal).

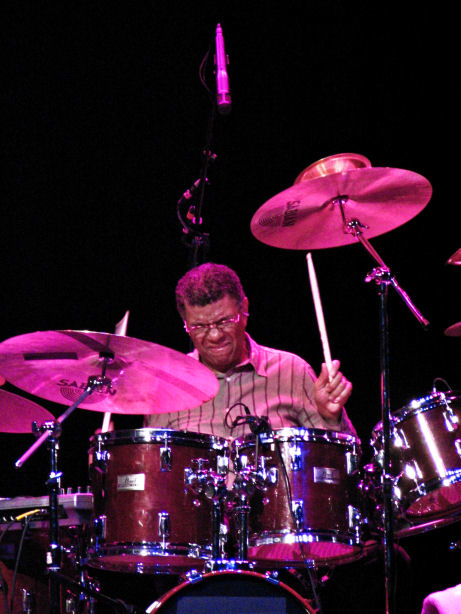
Jack DeJohnette 2006

## Titelliste
- Miroslav Vitouš: Infinite Search (Embryo Records SD 524)

1. Freedom Jazz Dance (Eddie Harris) – 10:54
2. Mountain in the Clouds – 1:51
3. When Face Gets Pale – 7:38
4. Infinite Search – 6:49
5. I Will Tell Him on You – 11:00
6. Epilogue – 6:57

- Alle anderen Kompositionen stammen von Miroslav Vitouš. Die Ausgaben Mountain in the Clouds und The Bass enthalten zusätzlich den Titel Cérečka (2:42); der bei der Session aufgenommene Titel London Ride blieb unveröffentlicht.[2]

## Editionsgeschichte
Das Album erschien zunächst 1970 unter dem Titel Infinite Search in den Vereinigten Staaten auf dem Atlantic-Sublabel Embryo Records, in Italien unter gleichem Titel auf Atlantic (ATS ST 05520). 1972 wurde dort das Album nach einer Neuabmischung durch Michael Cuscuna unter dem neuen Titel Mountain in the Clouds (Atlantic K 40551, SD 1622) editiert, ebenso in den USA (Atlantic SD 1622) und in Deutschland (Atlantic ATL 50 406). Dort erschien ebenfalls 1972 eine Version des Albums unter dem Titel The Bass auf Hörzu Black Label/Atlantic (ATL 30 024, SD 1622); Werner Burkhardt schrieb zu dieser Ausgabe die Liner Notes. Auch in Frankreich wurde die LP 1974 unter Mountain in the Clouds (Atlantic 30024, SD 1622) vermarktet. Mountain in the Clouds enthielt zusätzlich den Bonustrack Cérečka. Wieder unter dem Originaltitel Infinite Search erschien 1988 eine Ausgabe als  Compact Disc (Atlantic 7567-80246-2) in Deutschland, ebenso auf dem Reussue-Label Collectables (Col-CD-6176) 2001 in den USA.

## Rezeption
Werner Burkhardt wies darauf hin, dass trotz und gerade wegen der hochkarätigen Besetzung die Musiker mit ihren „Individualitäten“ das „vielleicht nur im Rahmen dieser Musik mögliche“ verwirklichen: „Jeder hat seine Freiheit und hört auf den anderen.“ Es handele sich um eine tatsächliche „Verschmelzung des Jazz mit der Rockmusik.“
Mark Allan verlieh dem Album in Allmusic 4½ (von fünf) Sternen und weist darauf hin, dass Vitous’ Gruppe in der Besetzung mit John McLaughlin, Herbie Hancock, Joe Henderson und Jack DeJohnette mit den besten Fusionbands dieser Ära konkurrierte. Es müsse eine einschüchternde Herausforderung für den jungen tschechischen Bassisten gewesen sein, für sein Debütalbum eine solche Gruppe zu leiten, besonders weil er fünf von sechs Kompositionen selbst geschrieben hatte. Aufgenommen angeblich ein Jahr nach dem historischen Bitches Brew und ein Jahr bevor Vitous selbst bei der innovativen Band Weather Report spielte, war dies „Trend-setzende Fusion“.

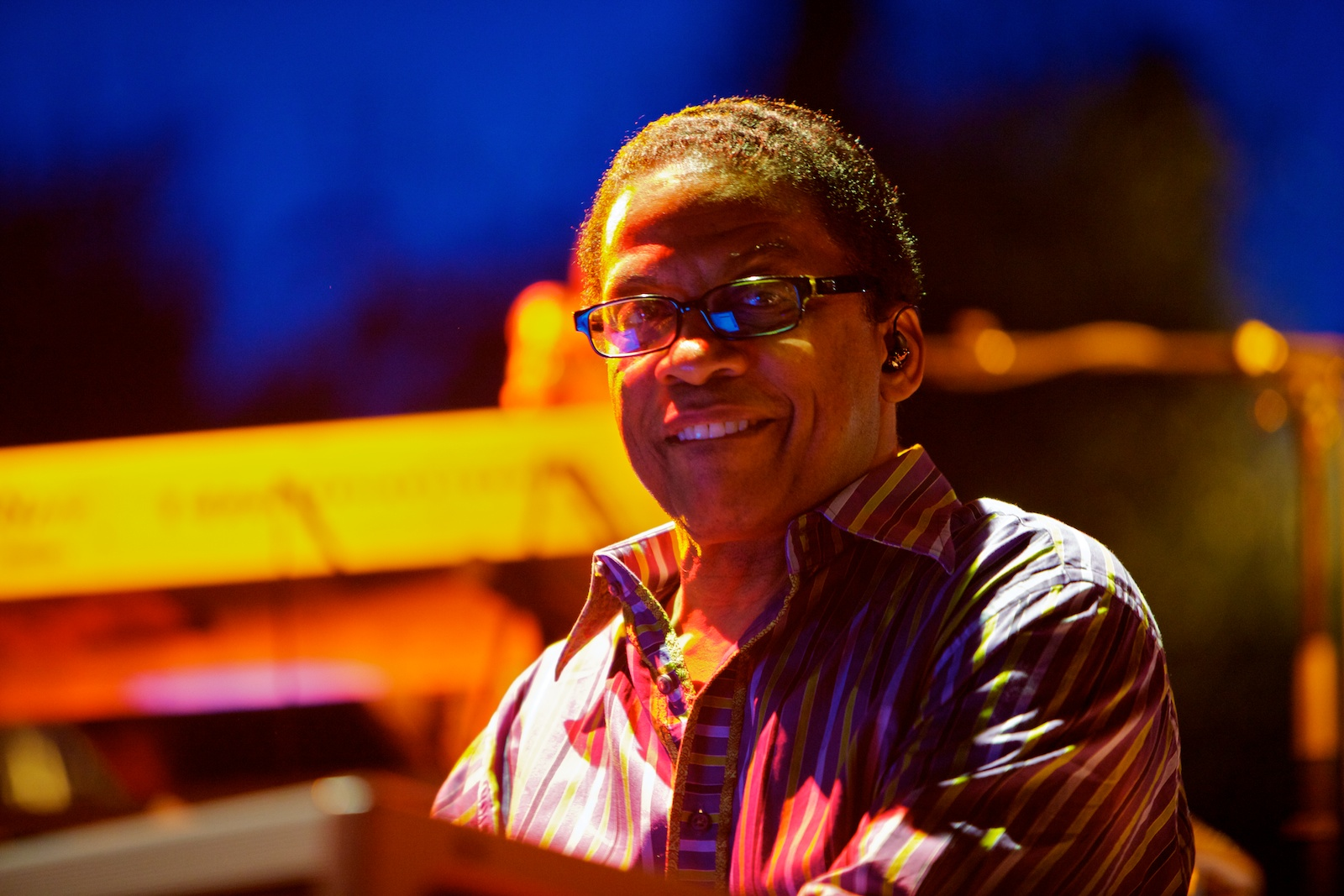
Herbie Hancock Nice Jazz Festival 2010

Richard Cook und Brian Morton vergaben in The Penguin Guide to Jazz an das Album die zweithöchste Bewertung von 3½ Sternen und hoben hervor, dass der Gruppensound stark von der Energie von Miles Davis’ Bitches Brew und Hancocks eigenen Crossover-Projekten (Kawaida) profitiere. Freedom Jazz Dance sei zwar das vertrauteste und zugänglichste Stück, aber nicht das charakteristischste; der Rest des Albums sei „mehr ein atmosphärisches Experiment als eine Blowing Session.“ Vitous sei hervorragend im langen I Will Tell Him On You, wo sein Bassspiel bewirkte, Joe Zawinul und Wayne Shorter von Miroslav Vitous als künftigen Fixpunkt von Weather Report zu überzeugen.